# Déséconomie d'échelle
En microéconomie, les déséconomies d'échelle sont les inconvénients de coût que les entreprises et les gouvernements accumulent en raison de l'augmentation de la taille ou de la production des entreprises, ce qui entraîne une production de biens et de services à des coûts unitaires plus élevés. Cela suit généralement la loi des rendements décroissants, où une augmentation supplémentaire de la production entraînera une augmentation encore plus importante du coût moyen. Ce concept est le contraire des économies d'échelle. En affaires, les déséconomies d'échelle sont les facteurs qui entraînent une augmentation des coûts moyens à mesure qu'une entreprise croît au-delà d'une certaine taille.

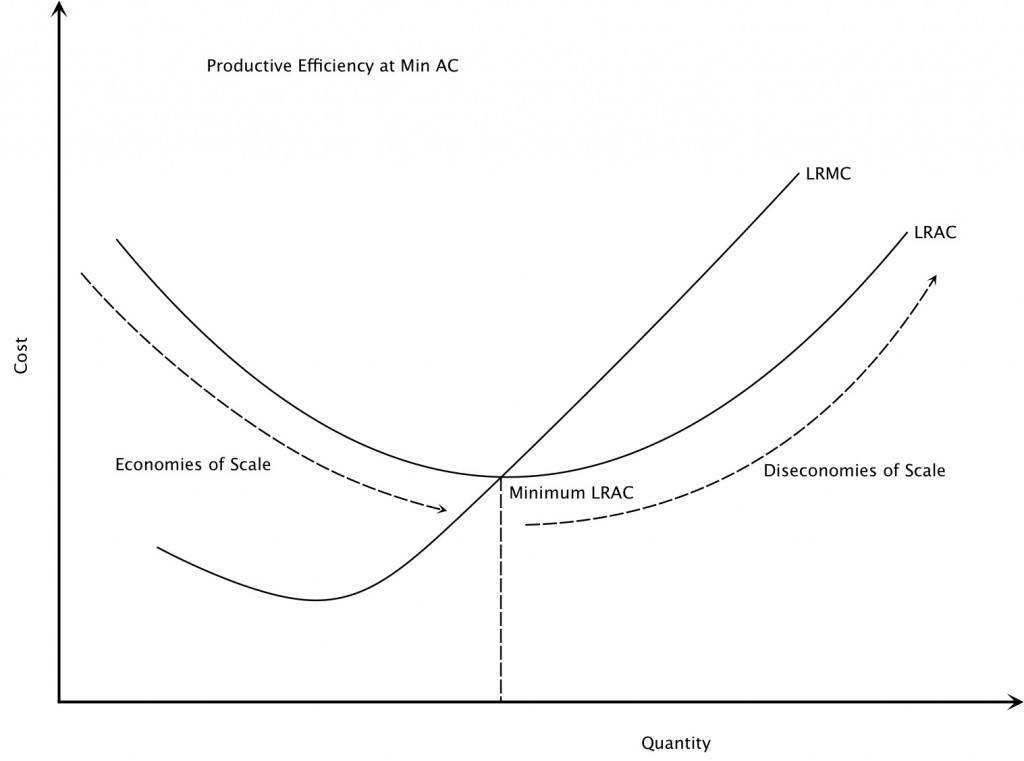
La partie croissante de la courbe des coûts moyens à long terme illustre l'effet des déséconomies d'échelle. La courbe du coût moyen à long terme (Long Run Average Cost - LRAC) représente le coût moyen de production de la méthode du coût le plus bas. Le coût marginal à long terme (CMLT Long Run Marginal Cost - LRMC) est la variation du coût total attribuable à un changement dans la production d'une unité après que la taille de l'usine a été ajustée pour produire ce taux de production au minimum LRAC.

## Causes

### Coûts de communication
Idéalement, tous les employés d'une entreprise devraient communiquer en tête-à-tête afin qu'ils sachent exactement ce que font les autres travailleurs. Une entreprise avec un seul travailleur ne nécessite aucune communication entre les employés. Une entreprise avec deux travailleurs a besoin d'un canal de communication, directement entre ces deux travailleurs. Une entreprise avec trois travailleurs a besoin de trois canaux de communication entre les employés (entre les employés A & B, B & C et A & C). Voici un tableau des canaux de communication un-à-un requis :
| Ouvriers | Canaux de communication             |
| -------- | ----------------------------------- |
| 1        | 0                                   |
| 2        | 1                                   |
| 3        | 3                                   |
| 4        | 6                                   |
| 5        | 10                                  |
| n        | {\displaystyle {\frac {n(n-1)}{2}}} |

Le graphique de tous les canaux un-sur-un est un graphe complet.
Le nombre de canaux de communication individuels croît plus rapidement que le nombre de travailleurs, ce qui augmente le temps et les coûts de la communication. À un moment donné, les communications individuelles entre tous les travailleurs deviennent impossibles ; par conséquent, seuls certains groupes d'employés communiqueront entre eux (par exemple, au sein de départements ou dans des zones géographiques). Cela réduit, mais n'arrête pas, l'augmentation des coûts unitaires ; et l'organisation subira également certaines inefficacités en raison du niveau réduit de communication.

### Duplication de l'effort
Une organisation avec une seule personne ne peut pas avoir de duplication des efforts entre les employés. S'il y a deux employés, il pourrait y avoir un dédoublement des efforts, mais cela risque d'être mineur, puisque chacun des deux sait généralement ce que l'autre travaille. Lorsque des organisations atteignent des milliers de travailleurs, il est inévitable que quelqu'un, ou même une équipe, assume une fonction qui est déjà prise en charge par une autre personne ou une autre équipe. En termes familiers, ceci est décrit comme « une main ne sachant pas ce que l'autre main fait ». General Motors, par exemple, a développé deux systèmes CAO/FAO internes : CADANCE a été conçu par GM Design Staff, tandis que Fisher Graphics a été créé par l'ancienne division Fisher Body. Ces systèmes similaires ont ensuite dû être combinés en un seul Corporate Graphics System, CGS, à grands frais. Une entreprise plus petite n'aurait pas eu l'argent pour permettre des développements parallèles aussi coûteux, ni le manque de communication et de coopération qui a précipité cet événement. En plus de CGS, GM a également utilisé CADAM, UNIGRAPHICS, CATIA et d'autres systèmes CAD/CAM standard, augmentant ainsi le coût de la traduction des conceptions d'un système à un autre. Cette entreprise est finalement devenue si ingérable qu'ils ont acquis (et finalement vendu) Electronic Data Systems (EDS) dans le but de contrôler la situation. Les petites entreprises choisissent généralement un seul système CAD/CAM standard, sans avoir besoin de combiner ou de traduire entre les systèmes.[réf. nécessaire]

### Politiques de bureau
La «politique de bureau» (Office politics) est un comportement de gestion que le gestionnaire sait contraire au meilleur intérêt de l'entreprise, mais qui est dans son intérêt personnel. Par exemple, un gestionnaire peut intentionnellement promouvoir un travailleur incompétent, sachant que le travailleur ne sera jamais capable de rivaliser pour le travail du gestionnaire. Ce type de comportement n'a de sens que dans une entreprise avec plusieurs niveaux de gestion. Plus il y a de niveaux, plus il y a de possibilités pour ce comportement. Dans une petite entreprise, un tel comportement pourrait faire en sorte que l'entreprise fasse faillite et, par conséquent, coûter au gestionnaire son emploi, alors il ne prendrait pas une telle décision. Dans une grande entreprise, un gestionnaire n'aurait pas beaucoup d'effet sur la santé globale de l'entreprise, de sorte que de telles «politiques de bureau» sont dans l'intérêt des gestionnaires individuels.

### Les entreprises les plus lourdes
Au fur et à mesure que la taille d'une organisation augmente, il devient coûteux de garder le contrôle d'un empire d'entreprise tentaculaire, ce qui entraîne souvent une bureaucratie lorsque les dirigeants mettent en œuvre de plus en plus de niveaux de gestion. Au fur et à mesure que la taille des entreprises augmentera, les gestionnaires fourniront un avantage net à l'entreprise et accroîtront sa productivité. Cependant, à mesure qu'une entreprise croît et couvre une zone géographique plus vaste et/ou emploie plus de personnes, un problème de principal-agent se pose, conduisant à une baisse de la productivité. Pour contrer cela, les cadres introduisent des normes et des contrôles afin de maintenir la productivité, ce qui nécessite l'embauche de plus de cadres pour appliquer ces normes et contrôles, d'où la proportion de cadres vers la classe ouvrière commence à pencher vers la gestion lourde. Cependant, ces gestionnaires supplémentaires ne fournissent pas de production supplémentaire : ils passent leur temps à mettre en œuvre des normes et à effectuer une surveillance inutile dans les petites entreprises, d'où le fait que le coût par unité augmente.

## Autres effets qui réduisent la compétitivité des grandes entreprises
Ceux-ci n'augmentent pas toujours le coût par unité, mais réduisent la capacité d'une grande entreprise à être compétitive.

### Cannibalisation
Une petite entreprise ne fait concurrence qu'à d'autres entreprises, mais les grandes entreprises trouvent fréquemment que leurs propres produits sont en concurrence les uns avec les autres. Une Buick était tout aussi susceptible de voler des clients d'une autre marque GM, comme un Oldsmobile, que de voler des clients à d'autres entreprises. Cela peut aider à expliquer pourquoi Oldsmobile a été abandonné après 2004. Cette auto-concurrence gaspille des ressources qui devraient être utilisées pour concurrencer d'autres entreprises.

### Isolement des décideurs des résultats de leurs décisions
Si une personne seule fabrique et vend des beignets et décide d'essayer l'arôme de jalapeño, elle saura probablement le jour même si sa décision est bonne ou non, en fonction de la réaction des clients. Un décideur d'une grande entreprise fabriquant des beignets peut ne pas savoir pendant de nombreux mois si une telle décision a fonctionné ou non, surtout si son équipe de recherche ou de marketing ne répond pas en temps opportun. À ce moment-là, les décideurs peuvent très bien être passés à une autre division ou entreprise et ainsi ne voir aucune conséquence de leur décision. Ce manque de conséquences peut mener à de mauvaises décisions et entraîner une courbe des coûts moyens à la hausse.

### Temps de réponse lent
Dans un exemple inverse, la petite entreprise saura immédiatement si les gens commencent à demander d'autres produits, et sera en mesure de répondre le lendemain. Une grande entreprise aurait besoin de faire de la recherche, de créer une chaîne de montage, de déterminer les chaînes de distribution à utiliser, de planifier une campagne de publicité, etc., avant que des modifications ne puissent être apportées. À ce moment-là, les plus petits concurrents pourraient bien avoir saisi ce créneau de marché.

### Inertia (Ne pas vouloir changer)
Cela sera défini comme l'attitude «nous l'avons toujours fait de cette façon, donc il n'y a pas besoin de changer» (voir appel à la tradition). Une entreprise ancienne et prospère est beaucoup plus susceptible d'avoir cette attitude que d'une nouvelle entreprise en difficulté. Bien que le «changement pour le changement» soit contre-productif, le refus de considérer le changement, même lorsqu'il est indiqué, est également toxique pour une entreprise, car les changements dans l'industrie et les conditions du marché exigeront inévitablement des changements dans l'entreprise pour réussir. Un exemple est le retard de Polaroid Corporation dans le passage à l'imagerie numérique, qui a eu un impact négatif sur l'entreprise, menant finalement à la faillite.

### Opposition publique et gouvernementale
Cette opposition est largement fonction de la taille de l'entreprise. Le comportement de Microsoft, qui aurait été ignoré d'une entreprise plus petite, a été considéré comme une menace anticoncurrentielle et monopolistique, en raison de la taille de Microsoft, entraînant ainsi des poursuites gouvernementales.

### Part de marché importante
Une petite entreprise ne détenant qu'une part de marché de 1 % pourrait relativement facilement doubler sa part de marché et donc ses revenus en un an. Une grande entreprise avec 50 % de parts de marché aura du mal à le faire.

### Grand portefeuille de marché
Un petit fonds d'investissement peut potentiellement générer un rendement supérieur, car il peut concentrer ses investissements dans un petit nombre de bonnes occasions sans augmenter le prix d'achat et les vendre plus tard sans réduire le prix de vente. À l'inverse, un grand fonds d'investissement doit répartir ses placements entre un si grand nombre de titres que ses résultats tendent à suivre ceux du marché dans son ensemble. À mesure que la taille du marché contrôlé augmente, les résultats seront plus proches de la moyenne du marché.

### Inélasticité de l'offre
Une entreprise fortement dépendante d'une ressource de taille fixe ou relativement fixe aura du mal à augmenter sa production. Par exemple, une entreprise de bois ne peut pas augmenter la production au-dessus du taux de récolte durable de ses terres (bien qu'elle puisse encore augmenter la production en acquérant plus de terres). De même, les entreprises de services sont limitées par la main-d'œuvre disponible (et ont donc tendance à se concentrer dans les grandes régions métropolitaines densément peuplées). Les métiers STIM (sciences, technologie, ingénierie et mathématiques) sont des exemples souvent cités.

### Autres effets liés à la taille
Les grandes entreprises ont également tendance à être vieilles et sur les marchés matures. Les deux ont des implications négatives pour la croissance future. Les anciennes entreprises ont tendance à avoir une base importante de retraités, avec des coûts de retraite et de santé élevés, et ont tendance à être syndiquées, avec des coûts de main-d'œuvre plus élevés et une productivité plus faible[réf. souhaitée]. Les marchés matures ont tendance à n'offrir que le potentiel d'une croissance faible et progressive (par exemple, tout le monde pourrait sortir et acheter une nouvelle invention l'année prochaine, mais il est peu probable qu'ils achèteront tous des voitures l'année prochaine, puisque la plupart des gens en ont déjà).

### Impact sur les petites entreprises
Alors que les déséconomies d'échelle sont généralement associées à de grandes entreprises matures, des problèmes similaires ont été observés dans la phase de croissance des petites et moyennes entreprises manufacturières. Mclean a observé que cela peut se produire lorsque l'effectif dépasse 20 employés. À ce stade, la complexité des affaires augmente plus rapidement que les revenus. L'activité connaît une baisse de productivité, entraînant une augmentation des coûts variables et une augmentation rapide des frais généraux.

## Solutions
Les solutions aux déséconomies d'échelle pour les grandes entreprises peuvent impliquer de diviser l'entreprise en plus petites organisations. Cela peut se produire par défaut lorsque l'entreprise est en difficulté financière, vend ses divisions rentables et ferme le reste ; ou peut se produire de manière proactive, si la direction est prête.
Pour éviter les effets négatifs des déséconomies d'échelle, une entreprise doit s'en tenir au coût de production moyen le plus bas et essayer de reconnaître les déséconomies d'échelle externes. De plus, en atteignant le coût moyen le plus bas, une entreprise doit soit s'étendre à d'autres pays pour augmenter la demande de ses produits, soit chercher de nouveaux marchés ou produire de nouveaux produits qui ne concurrencent pas ses produits originaux. Cependant, aucune de ces actions n'éliminera nécessairement les problèmes de communication et de gestion souvent associés aux grandes organisations.
Une analyse systématique et une refonte des processus d'affaires, afin de réduire la complexité, peuvent contrer les déséconomies d'échelle. (Bien sûr, cette phase d'analyse et de réorganisation en soi peut être, et est habituellement, une déséconomie conduisant à l'embauche de nouveaux employés et à l'investissement dans de nouveaux systèmes concurrents.) Cela conduit à une productivité accrue. Des systèmes de gestion améliorés et un contrôle plus efficace du travail et des opérations peuvent réduire les frais généraux.

### Exemple
Pour revenir à l'exemple de la grande entreprise de beignets, chaque point de vente pourrait être autorisé à fonctionner de manière relativement autonome depuis le siège de l'entreprise.
Par exemple, la direction locale peut décider des facteurs suivants au lieu de s'appuyer sur la gestion centrale :
1. Les décisions des employés telles que l'embauche, le licenciement, les promotions et les échelles salariales, où la direction locale est directement impliquée et susceptible de mieux comprendre chaque employé. Par exemple, les employeurs peuvent choisir d'offrir des salaires plus élevés et de facturer des prix plus élevés s'ils se trouvent dans une zone aisée.
2. Les décisions d'achat, chaque site étant autorisé à choisir ses propres fournisseurs, qui peuvent appartenir ou non à la société (partout où ils trouvent la meilleure qualité et les meilleurs prix).
3. Les décisions de recherche et de marketing. Chaque entreprise peut décider de développer ses propres recettes ou d'utiliser des saveurs de signature différentes propres à sa région. Par exemple, lorsque des cidres de pommes frais sont disponibles à prix réduit auprès des agriculteurs locaux en octobre, ils peuvent choisir de commercialiser un beignet à la cannelle et un combo de cidre de pomme chaud.

Même si une grande entreprise unique et centralisée peut avoir une plus grande capacité à innover et à développer ou commercialiser de nouveaux produits plus efficacement que lorsque ses ressources sont divisées, elle peut manquer de flexibilité pour offrir des personnalisations individuelles. Permettre aux différents points de vente de prendre des décisions indépendamment de la direction centrale peut leur permettre de répondre plus efficacement aux demandes des consommateurs locaux.
En outre, si les employés possèdent une partie de l'entreprise locale, les employés auront également plus d'intérêt à son succès.
Notez que tous ces changements entraîneront probablement une réduction substantielle du personnel de l'administration centrale et d'autres membres du personnel de soutien. Pour cette raison, de nombreuses entreprises retardent une telle réorganisation jusqu'à ce qu'il soit trop tard pour être efficace. Cependant, toute l'entreprise encourt la réputation et les risques juridiques découlant de chaque unité.